# 烏尤庫丘山
16°9′35″S 68°11′25″W / 16.15972°S 68.19028°W
烏尤庫丘山（Uyu K'uchu），是玻利維亞的山峰，位於該國西部拉巴斯省的佩德羅多明戈穆里略省，屬於安第斯山脈中玻利維亞瑞阿爾山脈的一部分，海拔高度4,800米。